# Pinax

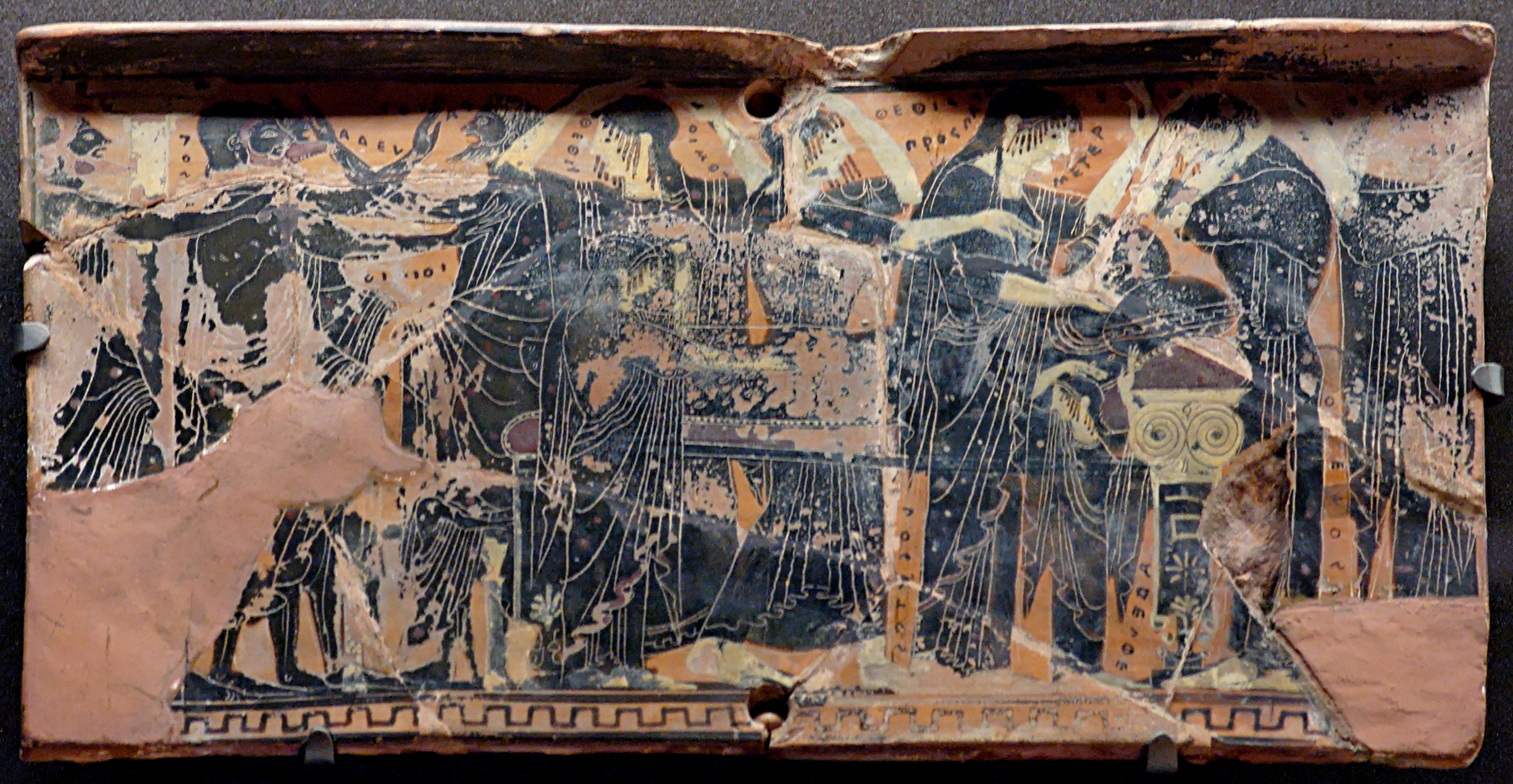
Attischer Grabpinax mit Darstellung einer Prothesis, Paris, Louvre, MNB 905

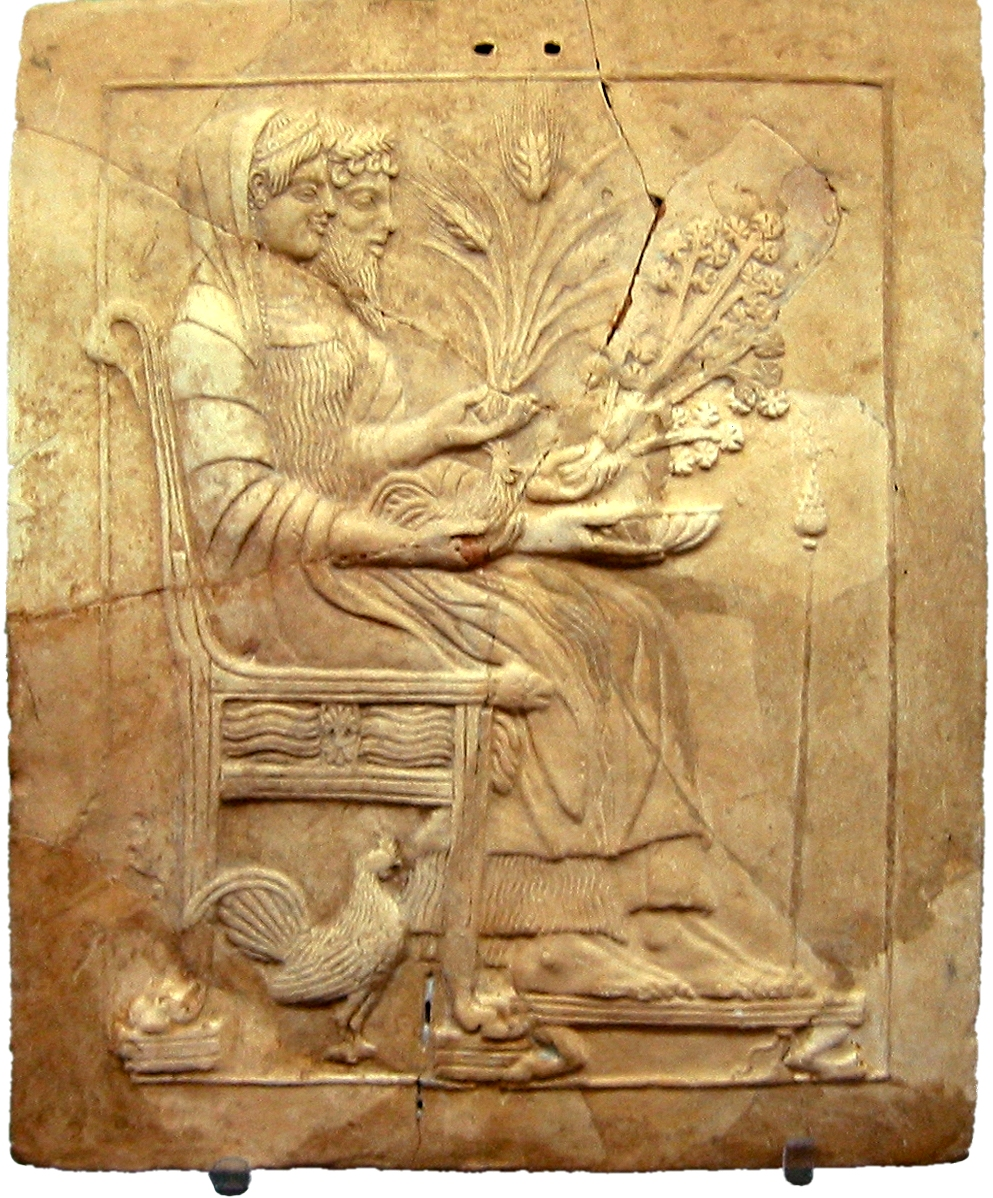
Unteritalischer Reliefpinax mit Persephone und Hades aus Lokroi Epizephyrioi

Einen Pinax, Mehrzahl Pinakes (von altgriechisch πίναξ pínax, deutsch ‚Brett, bemalte oder beschriebene [Holz-]Tafel, Gemälde, Bild‘, lateinisch tabula picta) nannte man im antiken Griechenland eine Tafel aus Holz, gebranntem Ton, Marmor oder Bronze. 
Sie konnten als Votive für Gottheiten in Heiligtümern dargebracht oder aufgehängt werden wie etwa die korinthischen Pinakes von Penteskouphia oder der Ninnion-Pinax aus Eleusis. Die Pitsa-Tafeln sind aus Holz und waren Nymphen in einer Höhle geweiht. Auch für Votivreliefs aus Ton wird der Begriff verwendet, etwa die unteritalischen Pinakes aus Lokroi Epizephyrioi (Lokroi Epizephyrioi). Tafelbilder aus Ton wurden auch häufig mit Nägeln an den Wänden von Grabgebäuden befestigt. Die bekannten Exemplare stammen aus dem 7. bis 4. Jahrhundert v. Chr. und sind meist 30 bis 65 cm hoch. 
Mit der Darstellung von Prothesis (Aufbahrung) und Ekphora (Grabprozession) dienten sie als Dekoration von Grabmonumenten, etwa die Grabtafeln des Exekias.
Nach Vitruv nannte man Tempelräume, aber auch Räume von Privatpersonen, in denen Pinakes aufbewahrt wurden, Pinakothek (πινακοθήκη). Später wurde diese Bezeichnung nördlich der Alpen für Gemäldegalerien verwendet. 
Pinakes sind unter anderem im Archäologischen Nationalmuseum in Athen, in der Antikensammlung der Berliner Museen, im Louvre in Paris, im Museo Nazionale Archeologico di Reggio Calabria und im Kunsthistorischen Museum in Wien zu sehen. 